# Bostriquiformes
Els bostriquiformes (Bostrichiformia) són un infraordre de coleòpters del subordre Polyphaga. Moltes espècies tenen importància econòmica, ja que son plagues que perforen fusta, como els bostríquids i els anòbids.

## Taxonomia
La taxonomia dels bostriquiformes fins al nivell de subfamília és la següent:
- Superfamília Derodontoidea LeConte, 1861
  - Família Derodontidae LeConte, 1861
    - Subfamília Peltasticinae LeConte, 1861
    - Subfamília Derodontinae LeConte, 1861
    - Subfamília Laricobiinae Mulsant and Rey, 1864

  - Família Nosodendridae Erichson, 1846
  - Família Jacobsoniidae Heller, 1926

- Superfamília Bostrichoidea Latreille, 1802
  - Família Dermestidae Latreille, 1804
    - Subfamília Dermestinae Latreille, 1804
    - Subfamília Thorictinae Agassiz, 1846
    - Subfamília Orphilinae LeConte, 1861
    - Subfamília Trinodinae Casey, 1900
    - Subfamília Attageninae Laporte, 1840
    - Subfamília Megatominae Leach, 1815

  - Família Endecatomidae LeConte, 1861
  - Família Bostrichidae Latreille, 1802
    - Subfamília Dysidinae Lesne, 1921
    - Subfamília Polycaoninae Lesne, 1896
    - Subfamília Bostrichinae Latreille, 1802
    - Subfamília Psoinae Blanchard, 1851
    - Subfamília Dinoderinae Thomson, 1863
    - Subfamília Lyctinae Billberg, 1820
    - Subfamília Euderiinae Lesne, 1934

  - Família Anobiidae Fleming, 1821
    - Subfamília Eucradinae LeConte, 1861
    - Subfamília Ptininae Latreille, 1802
    - Subfamília Dryophilinae Gistel, 1848
    - Subfamília Ernobiinae Pic, 1912
    - Subfamília Anobiinae Fleming, 1821
    - Subfamília Ptilininae Shuckard, 1839
    - Subfamília Alvarenganiellinae Viana and Martínez, 1971
    - Subfamília Xyletininae Gistel, 1848
    - Subfamília Dorcatominae Thomson, 1859
    - Subfamília Mesocoelopodinae Mulsant and Rey, 1864